# AKB48集團東京巨蛋演唱會
AKB48集團東京巨蛋演唱會〜不會嗎？不會嗎？絕對不會發表畢業嗎？～（日語：AKB48グループ東京ドームコンサート～ するなよ？するなよ？ 絶対卒業発表するなよ？～）是AKB48及其姊妹團體於2014年8月18日至8月20日一連3日於東京巨蛋舉辦的一場室內演唱會。

## 概要
本場演唱會一共分為三天，第一天為AKB48的單獨公演，第二天及第三天為AKB48集團全體公演。

## 第一天
- 出演日期：2014年8月18日
- 時間：15：00 觀眾進入會場，18：00 正式開演
- 於安可部分中發表了AKB48全國巡迴2014巡迴演唱會剩余场次的具体时间表，该演唱会是野中美鄉，移動。～在47都道府縣相會吧～的後繼巡迴演唱會，一共發表了餘下二十三個都道府縣的行程，最後一日為12月23日於宮城縣進行的公演，歷時3年的全國巡迴演唱會終於於2015年前完成。[3]

曲目
- 幕前播报：高橋南

1. 《overture》
2. 《Maybe是藉口》（言い訳Maybe）（全員）
3. 《大聲鑽石》（大声ダイヤモンド）（全員）
4. 《GIVE ME FIVE!》（全員）
5. 《Dreamin' girls》（全員）
6. 《Dear my teacher》（全員）
7. 《教你 獵男的方法》（ボーイハントの方法教えます）（島崎、兒玉、加藤玲、前田亜）
8. 《奇跡也趕不及》（奇跡は間に合わない）（山本彩、北原、倉持）
9. 《50%》 （川栄、田野、大島涼、平田、市川愛、相笠、湯本、中西、宮崎、岩田）
10. 《玻璃般的我愛你》（ガラスのI LOVE YOU）（生駒、矢倉、朝長、宮脇）
11. 《芳心逃脫遊戲》（ハートの脱出ゲーム）（Team 4）
12. 《不想成為偉人》（偉い人になりたくない）（Team 4）
13. 《Ruby》（高橋南、小嶋陽）
14. 《推Team B》（チームB推し）（Team B）
15. 《不是正義使者的英雄》（正義の味方じゃないヒーロー）（Team B）
16. 《你如此任性》（君は気まぐれ）（Team A）
17. 《一直 一直》（ずっとずっと）（Team A）
18. 《半調子帥哥》（ハンパなイケメン）（峯岸、岡田奈、高城、田名部、島田、石田、岩佐）
19. 《啾一個！》（チューしようぜ！）（大和田、向井地、佐佐木、岩立、篠崎、小笠原、川本、達家、後藤、込山、茉里奈、名取）
20. 《Seventeen》（小嶋真、村山、澀谷、古畑、土保、茂木、藤田、高島、北澤、橋本）
21. 《Choose me!》（横山、木崎、小谷、武藤、小嶋菜、大川、内山、梅田、前田美）
22. 《制服的抵抗》（制服レジスタンス）（松井珠、西野、高橋朱）
23. 《在藍天旁》（青空のそばにいて）（渡辺麻、柏木）
24. 《可以做你的女友嗎？》（彼女になれますか？）（Team K）
25. 《破壞&重建》（スクラップ＆ビルド）（Team K）
26. 《變成櫻花樹》（桜の木になろう）（峯岸、村山、北澤、梅田、木崎、岡田奈、西野、前田美、岡田彩）
27. 《10年櫻》（10年桜）（Team 8選抜）[註 1]
28. 《朝向47條美麗的街道》（47の素敵な街へ）（Team 8）
29. 搖擺樂串燒歌（全員）
《Everyday、髮箍》
《因為喜歡你》
《心之告示牌》
《馬尾與髮圈》
《戀愛的幸運餅乾》
《GIVE ME FIVE!》
30. 《拉布拉多獵犬》（ラブラドール・レトリバー）（全員）
31. 《AKB盛典》（AKBフェスティバル）（全員）
32. 《崇尚麻里子》（上からマリコ）[註 2]（塚本、選拔成員）
33. 《Party is over》（高橋南、峯岸、小嶋陽、渡邊麻、柏木、橫山、島崎、永尾、川榮、加藤玲、田野、小嶋真、岡田奈、西野、大和田、木崎）
34. 《Beginner》（高橋南、峯岸、小嶋陽、渡邊麻、柏木、北原、橫山、島崎、川榮、高橋朱、加藤玲、小嶋真、木崎、山本、松井珠、宮脇）
35. 《重力共鳴》（重力シンパシー）（全員）
36. 《馬尾與髮圈》（ポニーテールとシュシュ）（全員）
37. 《第一只兔子》（ファーストラビット）（全員）
38. 《Everyday、髮箍》（Everyday､カチューシャ）（全員）
39. 《因为喜歡你》（君のことが好きだから）（全員）
40. 《謝謝你》（アリガトウ）（全員）[註 3]

安可曲
1. 《愛的存在》（愛の存在）[註 4]（選拔成員）
2. 《無限重播》（ヘビーローテーション）（全員）
3. 《戀愛的幸運餅乾》（恋するフォーチュンクッキー）（全員）
4. 《機尾雲》（ひこうき雲）（全員）
5. 《心之告示牌》（心のプラカード）（全員）

## 第二天
- 出演日期：2014年8月19日
- 時間：15：00 觀眾進入會場，18：00 正式開演
- 本場次中AKB48集團派出一共300名成員參與演出，是歷年最多的一次，會場中共42000名觀眾觀看表演。在安可部分中舉行了「戀愛幸運曲奇VIDEO AWARD」的頒獎儀式，藉此頒獎給在網上有最多觀看次數的戀愛幸運曲奇影片。

曲目
- 幕前播报：指原莉乃

1. 《overture》
2. 《喇叭練習中》（ラッパ練習中）（全員）
3. 《想見你》（会いたかった）（全員）
4. 《第一只兔子》（ファーストラビット）（全員）
5. 《飛翔入手》（フライングゲット）（全員）
6. 《水手服殭屍》（セーラーゾンビ）（Milk Planet - 渡辺麻、横山、岩田）
7. 《抱歉、SUMMER》（ごめんね、SUMMER）（松井珠、宮脇、柴田、須田）
8. 《鏡中的聖女貞德》（鏡の中のジャンヌ、ダルク）（高橋南、指原、山本彩、宮澤）
9. 《拉鏈》（ジッパー）（小嶋、柏木、松井玲）
10. 《教會我Mommy》（教えてMommy）（塚本、渡辺麻、島崎、川栄、小嶋真、大和田）
11. 《伊維薩女孩》（イビサガール）（NMB48選拔）
12. 《尖端頂點之上！》（てっぺんとったんで！）（NMB48）
13. 《笨拙的太陽》（不器用太陽）（SKE48選抜）
14. 《單戀Finally》（片想いFinally）（SKE48）
15. 《櫻花，大家一起來品嚐》（桜、みんなで食べた）（HKT48選抜）
16. 《甜瓜汁》（メロンジュース）（HKT48）
17. 《你和太陽和彩虹》（君と虹と太陽と）（向井地、大和田、加藤玲、西野、村山彩、岡田奈、小笠原、北原、中西智、川本、筱崎、平田、佐佐木、込山、岩立、高城）
18. 《Show Fight!》《Beginner》（渡辺麻、柏木、島崎、川栄、小嶋真、横山、高橋南、小嶋陽、木崎、峯案、大島涼、相笠、市川、田野、高橋朱、倉持）
19. 《Escape》（SKE48選抜）
20. 《大蔥鴨們》（カモネギックス）（NMB48選拔）
21. 《毒蜘蛛》（HKT48選抜）
22. 《變成櫻花樹》（桜の木になろう）（48集團選抜）
23. 《朝向47條美麗的街道》（47の素敵な街へ）（Team 8）
24. 搖擺樂串燒歌（AKB48選抜）
《Everyday、髮箍》
《因為喜歡你》
《心之告示牌》
《馬尾與髮圈》
《戀愛的幸運餅乾》
《GIVE ME FIVE!》
25. 《拉布拉多獵犬 (AKB48單曲)》（ラブラドール・レトリバー）（AKB48）
26. 《戀愛的幸運餅乾》（恋するフォーチュンクッキー）（AKB48）
27. 《因為喜歡你》（君のことが好きだから）（松岡、山田菜、森保、向井地、山田瑞、吉田、東、田野、川本紗、穴井、江籠、古畑、上西、村山、神志那、太太田夢）
28. 《比起昨天更喜歡你》（昨日よりもっと好き）（大島、大和田、高橋、岡田奈、加藤玲、木﨑、西野未、北川、木本、白間、矢倉、渋谷、薮下、兒玉、田島、朝長）
29. 《UZA》（48集團選抜:川栄、小嶋陽、島崎、高橋み、小嶋真、横山由、柏木、渡辺麻、峯岸、松井珠、須田亜、松井玲、山本彩、渡辺美、指原、宮脇）
30. 《勇往直前》（前しか向かねえ）（48集團選抜）
31. 《大聲鑽石》（大声ダイヤモンド）（總選舉選拔、AKB48）
32. 《眨眼3次》（ウインクは3回）（全員）
33. 《Okey Dokey》（オキドキ）（全員）
34. 《青春的單圈時間》（青春のラップタイム）（全員）
35. 《Maybe是藉口》（言い訳Maybe）（全員）
36. 《Everyday、髮箍》（Everyday､カチューシャ）（全員）
37. 《無限重播》（ヘビーローテーション）（全員）
38. 《櫻花的花瓣們》（桜の花びらたち）（全員）

安可曲
1. 《是誰丟的球》（誰かが投げたボール）（Under Girls）
2. 《直到口香糖嚼到沒有了味道》（チューインガムの味がなくなるまで）（Upcomming Girls）
3. 《戀愛的幸運餅乾》（恋するフォーチュンクッキー）（全員）
4. 《心之告示牌》（心のプラカード）（全員）
5. 《AKB盛典》（AKBフェスティバル）（全員）
6. 《機尾雲》（ひこうき雲）（全員）

## 第三天
- 出演日期：2014年8月20日
- 時間：15：00 觀眾進入會場，18：00 正式開演
- 於安可部分中高橋南終於提及演唱會的標題並問成員會不會畢業，全員回答不會後高橋南宣報今次演唱會中沒有人發表畢業，而她個人將會於2014年內推出第二張個人單曲。

曲目
- 幕前播报：渡辺麻友

1. 《overture》
2. 《少女們》（少女たちよ）
3. 《想見你》（会いたかった）（全員）
4. 《第一只兔子》（ファーストラビット）（全員）
5. 《飛翔入手》（フライングゲット）（全員）
6. 《女生規則》（ガールズルール）（指原、生駒、松井玲、須田、柴田、峯岸、渡辺美）
7. 《真心電流》（ハート･エレキ）（小嶋陽、柏木、宮澤、山本彩、横山）
8. 《Bird》（高橋南、松井珠）
9. 《遠距離海報》（遠距離ポスター）（小瓢蟲Chu!）
10. 《不要叫我偶像》（アイドルなんて呼ばないで）（渡辺麻、島崎、川栄、宮脇）
11. 《伊維薩女孩》（イビサガール）（NMB48選拔）
12. 《北川謙二》（NMB48）
13. 《笨拙的太陽》（不器用太陽）（SKE48選抜）
14. 《I love you 我愛你！》（アイシテラブル！）（SKE48）
15. 《櫻花，大家一起來品嚐》（桜、みんなで食べた）（HKT48選抜）
16. 《甜瓜汁》（メロンジュース）（HKT48）
17. 《你和太陽和彩虹》（君と虹と太陽と）（AKB48）
18. 《Show Fight!》《Beginner》（AKB48選抜）
19. 《Escape》（SKE48選抜）
20. 《大蔥鴨們》（カモネギックス）（NMB48選拔）
21. 《毒蜘蛛》（HKT48選抜）
22. 《變成櫻花樹》（桜の木になろう）（17 - 20首曲目中演出的成員）
23. 《朝向47條美麗的街道》（47の素敵な街へ）（Team 8）
24. 搖擺樂串燒歌（AKB48選抜）
《Everyday、髮箍》
《因為喜歡你》
《心之告示牌》
《馬尾與髮圈》
《戀愛的幸運餅乾》
《GIVE ME FIVE!》
25. 《拉布拉多獵犬 (AKB48單曲)》（ラブラドール・レトリバー）（AKB48）
26. 《戀愛的幸運餅乾》（恋するフォーチュンクッキー）（AKB48）
27. 《因為喜歡你》（君のことが好きだから）（48集團選抜）
28. 《比起昨天更喜歡你》（昨日よりもっと好き）（48集團選抜）
29. 《UZA》（48集團選抜）
30. 《勇往直前》（前しか向かねえ）（總選舉選拔）
31. 《大聲鑽石》（大声ダイヤモンド）（總選舉選拔）
32. 《眨眼3次》（ウインクは3回）（全員）
33. 《Okey Dokey》（オキドキ）（全員）
34. 《青春的單圈時間》（青春のラップタイム）（全員）
35. 《Maybe是藉口》（言い訳Maybe）（全員）
36. 《Everyday、髮箍》（Everyday､カチューシャ）（全員）
37. 《無限重播》（ヘビーローテーション）（全員）
38. 《蒲公英的决心》（タンポポの决心）（全員）

安可曲
1. 《夏日反抗期》（ひと夏の反抗期）（Next Girls）
2. 《個性不好的女孩子》（性格が悪い女の子）（Future Girls）
3. 《心之告示牌》（心のプラカード）（全員）
4. 《AKB盛典》（AKBフェスティバル）（全員）
5. 《機尾雲》（ひこうき雲）（全員）

## 腳註
1. ↑  選抜成員於節目AKB48神TVSeason 16的《Team 8營!》中發表
2. ↑  塚本麻里子為本曲Center
3. ↑  入山杏奈在AKB48握手會傷人事件中康復後首次於演唱會中登場
4. ↑  AKB48 紀錄片《AKB48光榮時刻》主題曲